# Andriandampy
Andriandampy is een plaats en commune in het zuiden van Madagaskar, behorend tot het district Betroka, dat gelegen is in de regio Anosy. Tijdens een volkstelling in 2001 telde de plaats 6.376 inwoners.
De plaats biedt alleen lager onderwijs en beperkt middelbaar onderwijs aan. 46% van de bevolking werkt er als landbouwer en 49% houdt zich bezig met veeteelt. Het belangrijkste landbouwproduct is rijst, andere belangrijke producten zijn pinda's, maniok en zoete aardappelen. Verder is 4% actief in de dienstensector en heeft 1% een baan in de industrie.